# Jiří Morava
Jiří Morava (24. března 1932 Brno – 4. června 2012 Innsbruck), vlastním jménem Jiří Vlk, používal také pseudonym Georg J. Morava, byl český literární historik, básník a prozaik žijící od roku 1968 v exilu v rakouském Innsbrucku.

## Životopis
Narodil se v továrnické rodině spolumajitele firmy Alpa. Maturoval roku 1951 na gymnáziu v Králově Poli v Brně, na filozofické fakultě Masarykovy univerzity studoval literární vědu, češtinu a ruštinu.Vzhledem ke svému třídnímu původu a svému kritickému postoji k socialismu byl nucen řadu let pracovat jako horník a dřevorubec. Teprve na konci padesátých let mohl krátce pracovat jako archivář. Ale již v roce 1962 byl soudem odsouzen za urážku komunistické strany a musel svou práci archiváře opustit. V roce l968 byl obžalován okresní prokuraturou za urážku prezidenta Antonína Novotného. Po vpádu sovětských vojsk v roce 1968 emigroval do Rakouska. Zde obdržel několikaleté stipendium na vídeňské univerzitě.
Po absolutoriu nastoupil jako redaktor a historik do nakladatelství v Innsbrucku. Souběžně si doplňoval vzdělání na zdejší univerzitě a získal titul magistra filozofie. V roce 1976 založil v Innsbrucku spolek Tchechische Geselschaft fur Literatur, Wissenschaft und Kultur-Comenius, jehož prostřednictvím vyšla zde díla Bohumila Hrabala, Miloslava Švandrlíka, Vladimíra Škutiny a dalších v Čechách zakázaných autorů. Svými články a povídkami se prosadil v řadě známých tiskovin jako Le Monde, Suddeueutsche Zeitung, Wiener Journal, Tiroles Tages Zeitung aj. Velký ohlas měly i jeho kulturně-politické pořady v rakouském a italském rozhlase.
Když v tyrolských archivech objevil neznámé dokumenty o Karlu Havlíčku Borovském, rozhodl se je zpracovat knižně. Prosadil se i dalšími historickými pracemi o Boženě Němcové a Františku Palackém. Velkým úspěchem bylo i jeho knižní zpracování receptů Magdaleny Rettigové, které vyšlo opakovaně pod názvem Altbohmische Kochkunst. Státní bezpečnost monitorovala Moravovu činnost v Rakousku řadu let jako protistátní a protisocialistickou. Angažoval se i politicky, udržoval kontakty s řadou disidentů, pojilo ho přátelství s jihotyrolským hejtmanem Luisem Durnwalderem, v roce 1983 se setkal s poslední rakouskou císařovnou Zitou a již v roce 1980 obdržel titul univerzitního profesora honoris causa, po roce 1989 se opakovaně setkal s Václavem Havlem. V roce 1995 se zasloužil o odhalení pamětní desky v Brixenu na domě, kde pobýval Karel Havlíček a vydal průvodce po Havlíčkových stopách v Tyrolích. Jeho v pořadí třetí publikace o K. H. Borovském nazvaná Havlíček v Brixenu se setkala s velkým pozitivním ohlasem. Poslední knihou, kterou napsal na konci svého života dvojjazyčně se jmenuje Promovaný sluha (Der Promovierte Lohndiener) a obsahuje povídky, některé mají autobiografický podtext.

## Dílo (výběr)
- C.k.disident Karel Havlíček; ISBN 80-7038-059-4
- Někdejší Betty; (monografie o Boženě Němcové) ISBN 80-7188-015-9
- Pražský labužník; ISBN 80-900578-0-2
- Palacký: Čech, Rakušan, Evropan; ISBN 80-7021-249-7
- Havlíček v Brixenu; ISBN 80-901564-7-9

Moravova knížka se nebojí odstranit falešné legendy kolem Havlíčka... I když nám někdy bude líto, že všechno bylo jinak... Byl jsem unesen materiálem, dokumenty a zpracováním.
Vladimír Škutina, C.k.disident Karel Havlíček, na obálce knihy